# Ripunjaia de Mágada
Ripunjaia foi um rei semilendário da dinastia de Briadrata que governou sobre Mágada em sucessão de Visvajita, seu pai. Reinou entre 797 e 775 a.C., segundo algumas reconstituições. Foi sucedido por Pradiota, fundador da dinastia de Pradiota.